# Michaela Noll
Michaela Marion Noll (nascida Tadjadod, no dia 24 de dezembro de 1959) é uma advogada alemã e política da União Democrata-Cristã (CDU) que actua como membro do Bundestag pelo estado da Renânia do Norte-Vestfália desde 2002.

## Carreira política
Noll tornou-se membro do Bundestag pela primeira vez após as eleições federais alemãs de 2002. Ela foi membro do Comité para Família, Idosos, Mulheres e Jovens de 2002 até 2013 e novamente a partir de 2018. De 2014 a 2017, actuou no Comité de Defesa.
No final de 2019, Noll anunciou que não se candidataria às eleições federais de 2021, mas renunciaria à política activa até ao final da legislatura.

## Outras actividades
- Fundação Alemã para a Pesquisa para a Paz (DSF), Membro do Conselho (desde 2018)[4]

## Posições políticas
Em junho de 2017, Noll votou contra a introdução do casamento entre pessoas do mesmo sexo na Alemanha.